# Programa Explorer

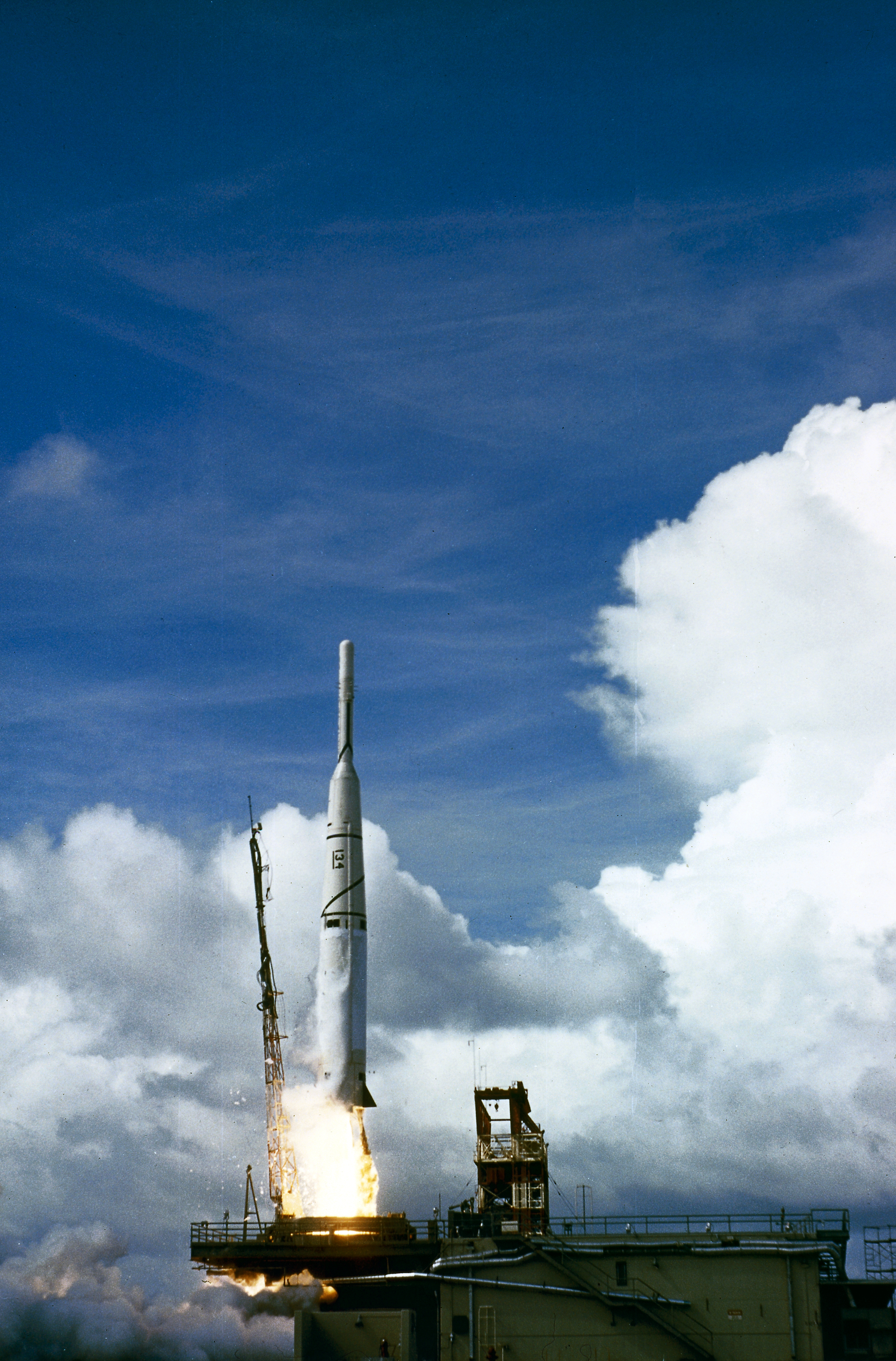
Lançamento do Explorer 6 em agosto de 1959

O Programa Explorer é um programa de exploração espacial desenvolvido pelos Estados Unidos para permitir pesquisas nas áreas de: física, heliofísica e astrofísica entre outras. Esse programa já enviou mais de 90 missões ao espaço entre 1958 e 2011, e ainda está em atividade. A sua principal realização foi ter colocado em órbita o primeiro satélite artificial norte americano, o Explorer I.
Inicialmente, o programa foi desenvolvido pela Army Ballistic Missile Agency para competir com os satélites da antiga União Soviética. O começo do programa foi durante o Ano Geofísico Internacional e, como consequência de pesquisas com os primeiros satélites Explorer, descobriram-se várias características da atmosfera superior, incluindo o Cinturão de Van Allen.
Em 1959, o programa passou para o controle da NASA, sendo que os objetivos de pesquisa científica continuaram sendo os mesmos. Com o passar dos anos, os satélites Explorer passaram a ser desenvolvidos para estudos astronómicos.
Entre os foguetes usados para o lançamento dos satélites estão o Jupiter C, o Juno I, o Juno II, foguetes Thor e Scout, além dos foguetes Delta e Pegasus.

## Histórico das Missões
Os nomes e números sobre as "missões Explorer", podem ser obtidos no catálogo mestre do NSSDC, em geral uma espaçonave por missão, no entanto, uma fonte diz que esse catálogo não foi mais atualizado a partir de 1975.
| #  | Nome(s)                                                                                 | Data de Lançamento      | Missão                                                                             | Fim de envio de dados                                               | Reentrada               |
| -- | --------------------------------------------------------------------------------------- | ----------------------- | ---------------------------------------------------------------------------------- | ------------------------------------------------------------------- | ----------------------- |
| 1  | Explorer 1                                                                              | 31 de janeiro de 1958   | Estudo de partículas energizadas, descoberta do Cinturão de Van Allen              | 23 de maio de 1958                                                  | 31 de março de 1970     |
| 2  | Explorer 2                                                                              | 5 de março de 1958      | Falhou em atingir a órbita                                                         | –                                                                   | –                       |
| 3  | Explorer 3 (Gamma 1)                                                                    | 26 de março de 1958     | Estudo de partículas energizadas                                                   | 27 de junho de 1958                                                 | 27 de junho de 1958     |
| 4  | Explorer 4                                                                              | 26 de julho de 1958     | Testes nucleares                                                                   | 5 de outubro de 1958                                                | 23 de outubro de 1959   |
| 5  | Explorer 5                                                                              | 24 de agosto de 1958    | Falhou em atingir a órbita                                                         | –                                                                   | –                       |
| 7x | Explorer 7x (S 1)                                                                       | 16 de julho de 1959     | Medir o equilíbrio radioativo da Terra, destruido por seguança de perímetro        | –                                                                   | –                       |
| 6  | Explorer 6 (S-2 (Able 3))                                                               | 7 de agosto de 1959     | Pesquisas na Magnetosfera                                                          | 6 de outubro de 1959                                                | 1 de julho de 1961      |
| 7  | Explorer 7 (S 1A)                                                                       | 13 de outubro de 1959   | Estudos de partícula energizadas                                                   | 24 de agosto de 1961                                                | Em órbita               |
| –  | S 46                                                                                    | 23 de março de 1960     | Análise das energias de radiação de prótons e elétrons, falhou em atingir a órbita | –                                                                   | –                       |
| 8  | Explorer 8 (S 30)                                                                       | 3 de novembro de 1960   | Mediu a composição atmosférica na ionosfera                                        | 27 de dezembro de 1960                                              | 27 de março de 2012     |
| –  | S 56                                                                                    | 4 de dezembro de 1960   | Medições da densidade atmosférica, falhou em atingir a órbita                      | –                                                                   | –                       |
| 9  | Explorer 9 (S 56A)                                                                      | 16 de fevereiro de 1961 | Medições da densidade atmosférica                                                  | 9 de abril de 1964                                                  | 9 de abril de 1964      |
| –  | S 45                                                                                    | 24 de fevereiro de 1961 | Pesquisas na Ionosfera, falhou em atingir a órbita                                 | –                                                                   | –                       |
| 10 | Explorer 10 (P 14)                                                                      | 25 de março de 1961     | Investigou os campos magnéticos entre a Terra e a Lua                              | 25 de março de 1961                                                 | 1 de junho de 1968      |
| 11 | Explorer 11 (S 15)                                                                      | 27 de abril de 1961     | Pesquisas da Radiação gama                                                         | 17 de novembro de 1961                                              | Em órbita               |
| –  | S 45A                                                                                   | 25 de maio de 1961      | Pesquisas na Ionosfera, falhou em atingir a órbita                                 | –                                                                   | –                       |
| –  | S 55 (Meteoroid Satellite-A, Micrometeorite Explorer)                                   | 30 de junho de 1961     | Pesquisas sobre micrometeoritos, falhou em atingir a órbita                        | –                                                                   | –                       |
| 12 | EPE-A (S 3, Energetic Particle Explorer-A)                                              | 16 de agosto de 1961    | Estudos de partícula energizadas                                                   | 6 de dezembro de 1961                                               | 1 de setembro de 1963   |
| 13 | S 55A                                                                                   | 25 de agosto de 1961    | Pesquisas sobre micrometeoritos                                                    | 28 de agosto de 1961                                                | 28 de agosto de 1961    |
| 14 | EPE-B (Energetic Particle Explorer-B)                                                   | 2 de outubro de 1962    | Estudos de partícula energizadas                                                   | 11 de outubro de 1963                                               | 1 de julho de 1966      |
| 15 | EPE-C (Energetic Particle Explorer-C)                                                   | 27 de outubro de 1962   | Estudos de partícula energizadas                                                   | 30 de janeiro de 1963                                               | 15 de janeiro de 1978   |
| 16 | S 55B                                                                                   | 16 de dezembro de 1962  | Pesquisas sobre micrometeoritos                                                    | 22 de julho de 1963                                                 | Em órbita               |
| 17 | AE-A (Atmosphere Explorer-A)                                                            | 3 de abril de 1963      | Pesquisas Atmosféricas                                                             | 10 de julho de 1963                                                 | 24 de novembro de 1966  |
| 18 | IMP-A (IMP 1, Interplanetary Monitoring Platform-A)                                     | 27 de novembro de 1963  | Pesquisas na Magnetosfera                                                          | 10 de maio de 1965                                                  | 30 de dezembro de 1965  |
| 19 | AD-A (Atmospheric Density-A)                                                            | 19 de dezembro de 1963  | Medições da densidade Atmosférica                                                  | 10 de maio de 1981                                                  | 10 de maio de 1981      |
| 20 | IE-A (S 48, TOPSI, Ionosphere Explorer-A)                                               | 25 de agosto de 1964    | Pesquisas na Ionosfera                                                             | 29 de dezembro de 1965                                              | Em órbita               |
| 21 | IMP-B (IMP 2, Interplanetary Monitoring Platform-B)                                     | 4 de outubro de 1964    | Pesquisas na Magnetosfera                                                          | 13 de outubro de 1965                                               | 30 de janeiro de 1966   |
| 22 | BE-B (S 66, Beacon Explorer-B)                                                          | 10 de outubro de 1964   | Pesquisas na Ionosfera e geodésicos                                                | fevereiro de 1970                                                   | Em órbita               |
| 23 | S 55C (Explorer 23)                                                                     | 6 de novembro de 1964   | Pesquisas sobre micrometeoritos                                                    | 7 de novembro de 1965                                               | 29 de junho de 1983     |
| 24 | AD-B (Atmospheric Density-B)                                                            | 21 de novembro de 1964  | Medições da densidade Atmosférica                                                  | 18 de outubro de 1968                                               | 18 de outubro de 1968   |
| 25 | Injun 4 (IE-B, Ionosphere Explorer-B)                                                   | 21 de novembro de 1964  | Pesquisas na Ionosfera                                                             | dezembro de 1966                                                    | Em órbita               |
| 26 | EPE-D (Energetic Particle Explorer-D)                                                   | 21 de dezembro de 1964  | Observações de partícula energizadas                                               | 27 de dezembro de 1967                                              | Em órbita               |
| 27 | BE-C (Beacon Explorer-C)                                                                | 29 de abril de 1965     | Pesquisas na Magnetosfera                                                          | 20 de julho de 1973                                                 | Em órbita               |
| 28 | IMP-C (IMP 3, Interplanetary Monitoring Platform-C)                                     | 29 de maio de 1965      | Pesquisas na Magnetosfera                                                          | 12 de maio de 1967                                                  | 4 de julho de 1968      |
| 29 | GEOS 1 (GEOS-A)                                                                         | 6 de novembro de 1965   | Monitorações geodésicas                                                            | 23 de junho de 1978                                                 | Em órbita               |
| 30 | SOLRAD 8 (SE-A)                                                                         | 19 de novembro de 1965  | Monitoração da radiação Solar (Cobertura para a missão ELINT)                      | 5 de novembro de 1967                                               | Em órbita               |
| 31 | DME-A                                                                                   | 29 de novembro de 1965  | Pesquisas na Ionosfera                                                             | 1 de outubro de 1969                                                | Em órbita               |
| 32 | Explorer 32                                                                             | 25 de maio de 1966      | Pesquisas na Atmosfera                                                             | março de 1967                                                       | 22 de fevereiro de 1985 |
| 33 | IMP-D (AIMP 1, Anchored IMP 1, Interplanetary Monitoring Platform-D)                    | 1 de julho de 1966      | Pesquisas na Magnetosfera                                                          | 21 de setembro de 1971                                              | Em órbita               |
| 34 | IMP-F (IMP 4, Interplanetary Monitoring Platform-F)                                     | 24 de maio de 1967      | Pesquisas na Magnetosfera                                                          | 3 de maio de 1969                                                   | 3 de maio de 1969       |
| 35 | IMP-E (AIMP-E, AIMP 2, Anchored IMP 2, Interplanetary Monitoring Platform-E)            | 19 de julho de 1967     | Pesquisas na Magnetosfera                                                          | 24 de junho de 1973                                                 | Em órbita lunar         |
| 36 | GEOS 2 (GEOS-B)                                                                         | 11 de janeiro de 1968   | Monitorações geodésicas                                                            | 1 de julho de 1982                                                  | Em órbita               |
| 37 | Solrad 9 (SE B)                                                                         | 5 de março de 1968      | Monitoração da radiação Solar (Cobertura para a missão ELINT)                      | 30 de abril de 1974                                                 | 16 de novembro de 1990  |
| 38 | RAE-A (RAE 1, Radio Astronomy Explorer-A)                                               | 4 de julho de 1968      | Radio astronomia                                                                   | ?                                                                   | Em órbita               |
| 39 | AD-C (Atmospheric Density-C)                                                            | 8 de agosto de 1968     | Medições da densidade Atmosférica                                                  | 23 de junho de 1971                                                 | 22 de junho de 1981     |
| 40 | Injun 5 (Injun C, IE-C, Ionosphere Explorer-C)                                          | 8 de agosto de 1968     | Pesquisas na Magnetosfera                                                          | junho de 1971                                                       | Em órbita               |
| 41 | IMP-G (IMP 5, Interplanetary Monitoring Platform-G)                                     | 21 de junho de 1969     | Pesquisas na Magnetosfera                                                          | 23 de dezembro de 1972                                              | 23 de dezembro de 1972  |
| 42 | Uhuru                                                                                   | 12 de dezembro de 1970  | Astronomia de raios-X                                                              | 4 de janeiro de 1975                                                | 5 de abril de 1979      |
| 43 | IMP-H (IMP 6, Interplanetary Monitoring Platform-H)                                     | 13 de março de 1971     | Pesquisas na Magnetosfera                                                          | 2 de outubro de 1974                                                | 2 de outubro de 1974    |
| 44 | Solrad 10 (SE-C, SOLRAD-C)                                                              | 8 de julho de 1971      | Monitoração da radiação Solar (Cobertura para a missão ELINT)                      | 30 de junho de 1973                                                 | 15 de dezembro de 1979  |
| 45 | SSS-A (S-Cubed A)                                                                       | 15 de novembro de 1971  | Pesquisas na Magnetosfera                                                          | 30 de setembro de 1974                                              | 10 de janeiro de 1992   |
| 46 | Meteoroid Technology Satellite (MTS, METEC)                                             | 13 de agosto de 1972    | Pesquisas sobre micrometeoritos                                                    | 4 de novembro de 1974                                               | 2 de novembro de 1979   |
| 47 | IMP-I (IMP 7, Interplanetary Monitoring Platform-I)                                     | 23 de setembro de 1972  | Pesquisas na Magnetosfera                                                          | 31 de outubro de 1978                                               | Em órbita               |
| 48 | Small Astronomy Satellite 2                                                             | 15 de novembro de 1972  | Astronomia de raios-X                                                              | 8 de junho de 1973                                                  | 20 de agosto de 1980    |
| 49 | RAE-B (RAE 2, Radio Astronomy Explorer-B)                                               | 10 de junho de 1973     | Rádio Astronomia                                                                   | 26 de abril de 1977                                                 | Em órbita lunar         |
| 50 | IMP-J (IMP 8, Interplanetary Monitoring Platform-J)                                     | 26 de outubro de 1973   | Pesquisas na Magnetosfera                                                          | 7 de outubro de 2006                                                | Em órbita               |
| 51 | AE-C (Atmosphere Explorer-C)                                                            | 16 de dezembro de 1973  | Pesquisas Atmosféricas                                                             | ?                                                                   | 12 de dezembro de 1978  |
| 52 | Hawkeye 1, Injun 6 (IE-D, Ionosphere Explorer-D)                                        | 3 de junho de 1974      | Pesquisas na Magnetosfera                                                          | 28 de abril de 1978                                                 | 28 de abril de 1978     |
| 53 | SAS-C (Small Astronomy Satellite-C, SAS 3)                                              | 7 de maio de 1975       | Astronomia de raios-X                                                              | 7 de abril de 1979                                                  | 9 de abril de 1979      |
| 54 | AE-D (Atmosphere Explorer-D)                                                            | 6 de outubro de 1975    | Pesquisas Atmosféricas                                                             | 29 de janeiro de 1976                                               | 12 de março de 1976     |
| 55 | AE-E (Atmosphere Explorer-E)                                                            | 20 de novembro de 1975  | Pesquisas Atmosféricas                                                             | 25 de setembro de 1980                                              | 10 de junho de 1981     |
| 56 | ISEE 1 & 2 (International Sun-Earth Explorer-A & B)                                     | 22 de outubro de 1977   | Pesquisas na Magnetosfera                                                          | 26 de setembro de 1987                                              | 26 de setembro de 1987  |
| 57 | IUE                                                                                     | 26 de janeiro de 1978   | Astronomia de raios Ultravioleta                                                   | 30 de setembro de 1996                                              | Em órbita               |
| 58 | HCMM (AEM-A, Applications Explorer Mission-A, Heat Capacity Mapping Mission)            | 26 de abril de 1978     | Mapeamento termal da Terra                                                         | 30 de setembro de 1980                                              | 22 de dezembro de 1981  |
| 59 | ISEE 3 (International Sun-Earth Explorer-C, ICE)                                        | 12 de agosto de 1978    | Pesquisas na Magnetosfera                                                          | Hibernando                                                          | Em órbita heliocêntrica |
| 60 | SAGE (AEM-B, Applications Explorer Mission-B, Stratospheric Aerosol and Gas Experiment) | 18 de fevereiro de 1979 | Dados sobre o efeito de aerossois sobre a camada de ozônio                         | 7 de janeiro de 1982                                                | 11 de abril de 1989     |
| 61 | MAGSAT (AEM-C, Applications Explorer Mission-C, Magnetic Field Satellite)               | 30 de outubro de 1979   | Mapeamento dos campos magnéticos próximos a superfície da Terra                    | 6 de maio de 1980                                                   | 11 de junho de 1980     |
| 62 | DE 1 (DE-A, Dynamics Explorer-A)                                                        | 3 de agosto de 1981     | Pesquisas na Magnetosfera                                                          | 28 de fevereiro de 1991                                             | Em órbita               |
| 63 | DE 2 (DE-B, Dynamics Explorer-B)                                                        | 3 de agosto de 1981     | Pesquisas na Magnetosfera                                                          | 1983                                                                | 19 de fevereiro de 1983 |
| 64 | SME (Solar Mesosphere Explorer)                                                         | 6 de outubro de 1981    | Pesquisas Atmosféricas                                                             | 4 de abril de 1989                                                  | 5 de março de 1991      |
| 65 | AMTPE/CCE (Active Magnetospheric Particle Tracer Explorers/Charge Composition Explorer) | 16 de agosto de 1984    | Pesquisas na Magnetosfera                                                          | 12 de julho de 1989                                                 | Em órbita               |
| 66 | COBE                                                                                    | 18 de novembro de 1989  | Astronomia de Micro-ondas                                                          | 23 de dezembro de 1993                                              | Em órbita               |
| 67 | EUVE                                                                                    | 7 de junho de 1992      | Astronomia de raios Ultravioleta                                                   | 30 de janeiro de 2002                                               | 30 de janeiro de 2002   |
| 68 | SAMPEX                                                                                  | 3 de julho de 1992      | Pesquisas na Magnetosfera                                                          | 30 de junho de 2004                                                 | Em órbita               |
| 69 | RXTE                                                                                    | 30 de dezembro de 1995  | Astronomia de raios-X                                                              | 3 de janeiro de 2012 Operado por 16 anos                            | Em órbita               |
| 70 | FAST                                                                                    | 21 de agosto de 1996    | Estudos do fenômeno da Aurora Boreal                                               | 2009?                                                               | Em órbita               |
| 71 | ACE                                                                                     | 25 de agosto de 1997    | Pesquisas de partículas Solares/interplanetárias e interestelares                  | Operacional                                                         | Em órbita L1            |
| 72 | SNOE                                                                                    | 26 de fevereiro de 1998 | Pesquisas Atmosféricas                                                             | 13 de dezembro de 2003                                              | 13 de dezembro de 2003  |
| 73 | TRACE                                                                                   | 2 de abril de 1998      | Observações Solares                                                                | 21 de junho de 2010 (hibernação)                                    | Em órbita               |
| 74 | SWAS                                                                                    | 6 de dezembro de 1998   | Astronomia microscópica                                                            | julho de 2004 hibernação agosto de 2005 após sub-missão Deep Impact | Em órbita               |
| 75 | WIRE                                                                                    | 5 de março de 1999      | Astronomia Infra-vermelha, missão primária falhou por perda de refrigeração        | A missão secundária também não foi efetivada                        | 10 de maio de 2011      |
| 76 | TERRIERS                                                                                | 18 de maio de 1999      | Pesquisas Atmosféricas, o satélite falhou logo após atingir a órbita               | 18 de maio de 1999                                                  | Em órbita               |
| 77 | FUSE                                                                                    | 23 de junho de 1999     | Astronomia Ultravioleta                                                            | 18 de outubro de 2007                                               | Em órbita               |
| 78 | IMAGE                                                                                   | 25 de março de 2000     | Pesquisas na Magnetosfera                                                          | 18 de dezembro de 2005                                              | Contato perdido         |
| 79 | HETE-2                                                                                  | 9 de outubro de 2000    | Atronomia UV, raios-X, e raios gama                                                | Passado                                                             | Em órbita               |
| 80 | WMAP                                                                                    | 30 de junho de 2001     | Astronomia de Micro-ondas                                                          | outubro de 2010                                                     | Em órbita L2            |
| 81 | RHESSI                                                                                  | 5 de fevereiro de 2002  | Imagens filtradas de raios-X e gama das manchas solares                            | Operacional                                                         | Em órbita               |
| 82 | CHIPSat                                                                                 | 13 de janeiro de 2003   | Astronomia e Spectroscopia Ultravioleta                                            | 11 de abril de 2008                                                 | Em órbita               |
| 83 | GALEX                                                                                   | 28 de abril de 2003     | Astronomia Ultravioleta                                                            | 28 de junho de 2013                                                 | Em órbita               |
| 84 | SWIFT                                                                                   | 20 de novembro de 2004  | Astronomia de raios Gama                                                           | Operacional                                                         | Em órbita               |
| 85 | THEMIS A                                                                                | 17 de fevereiro de 2007 | Pesquisas na Magnetosfera                                                          | Operacional                                                         | Em órbita               |
| 86 | THEMIS B (ARTEMIS P1)                                                                   | 17 de fevereiro de 2007 | Pesquisas na Magnetosfera                                                          | Operacional                                                         | Em órbita               |
| 87 | THEMIS C (ARTEMIS P2)                                                                   | 17 de fevereiro de 2007 | Pesquisas na Magnetosfera                                                          | Operacional                                                         | Em órbita               |
| 88 | THEMIS D                                                                                | 17 de fevereiro de 2007 | Pesquisas na Magnetosfera                                                          | Operacional                                                         | Em órbita               |
| 89 | THEMIS E                                                                                | 17 de fevereiro de 2007 | Pesquisas na Magnetosfera                                                          | Operacional                                                         | Em órbita               |
| 90 | AIM                                                                                     | 25 de abril de 2007     | Observação de "nuvens noturnas"                                                    | Operacional                                                         | Em órbita               |
| 91 | IBEX                                                                                    | 19 de outubro de 2008   | Mapeamento da fronteira entre o sistema Solar e o espaço interestelar              | Operacional                                                         | Em órbita               |
| 92 | WISE                                                                                    | 14 de dezembro de 2009  | Astronomia Infra vermelha                                                          | Operacional                                                         | Em órbita               |
| 93 | Nuclear Spectroscopic Telescope Array                                                   | 13 de junho de 2012     | Astronomia de alta energia e raios-X                                               | Operacional                                                         | Em órbita               |
| 94 | IRIS                                                                                    | 27 de junho de 2013     | Astronomia UV Solar                                                                | Operacional                                                         | Em órbita               |